# Дубовани
Дубовани (словац. Dubovany) — село, громада округу П'єштяни, Трнавський край. Кадастрова площа громади — 11.34 км².
Населення 1057 осіб (станом на 31 грудня 2020 року).

## Історія
Дубовани згадуються 1113 року.

## Географія
Протікає Ланчарський потік.

## Населення
| Рік:            | 1994. | 2004.   | 2014.   | 2024.    |
| --------------- | ----- | ------- | ------- | -------- |
| Кількість осіб: | 871   | 935     | 1004    | 1107     |
| Різниця:        |       | +7,34 % | +7,37 % | +10,25 % |

| Рік:            | 2023. | 2024.   |
| --------------- | ----- | ------- |
| Кількість осіб: | 1088  | 1107    |
| Різниця:        |       | +1,74 % |